# Homaspis kraussei
Homaspis kraussei är en stekelart som beskrevs av Ulbricht 1921. Homaspis kraussei ingår i släktet Homaspis och familjen brokparasitsteklar. Inga underarter finns listade i Catalogue of Life.